# Brian Clough
Brian Howard Clough, OBE (* 21. März 1935 in Middlesbrough; † 20. September 2004 in Derby) war ein englischer Fußballspieler und -trainer. 
Seine größten Erfolge als Trainer hatte er mit Derby County und Nottingham Forest, zwei Provinzklubs, die er als Zweitligisten übernahm und zu den erfolgreichsten Vereinen in England formte. Beide Klubs wurden unter Clough erstmals englischer Meister. Mit Nottingham Forest gewann er zudem zweimal in Folge den Europapokal der Landesmeister.

## Karriere als Spieler
Clough spielte als Stürmer für den FC Middlesbrough und für den FC Sunderland. Er erzielte 251 Tore in 274 Spielen. Der FC Middlesbrough war vor Beginn von Brian Cloughs Spielerkarriere aus der Football League First Division 1953/54 abgestiegen. Obwohl Clough in den folgenden Jahren pro Saison zwischen 34 und 43 Tore erzielte, gelang dem Verein nicht die angestrebte Rückkehr in die First Division. Daraufhin erfolgte der Wechsel von Brian Clough zum Lokalrivalen AFC Sunderland. Auch für seinen neuen Verein konnte Clough seine Treffsicherheit konservieren, jedoch verfehlte auch Sunderland in den folgenden zwei Jahren den Aufstieg mit zwei dritten Tabellenplätzen knapp. Erst im Folgejahr gelang der Aufstieg in die Football League First Division 1964/65. Brian Clough hatte bereits im Dezember 1962 eine schwere Verletzung erlitten und war danach lange Zeit ausgefallen. Die Folgen dieser Kreuzbandverletzung zwangen ihn, seine Karriere Ende 1964 mit 29 Jahren zu beenden. In der englischen Fußballnationalmannschaft spielte er zweimal, am 17. Oktober 1959 gegen Wales und am 28. Oktober 1959 gegen Schweden, blieb dabei jedoch ohne Torerfolg.

## Karriere als Trainer
Clough ging dann als Trainer zum damaligen Viertligisten Hartlepool United, die in den Jahren zuvor regelmäßig gegen den Abstieg gespielt hatten. In seiner letzten Saison 1966/67 in Hartlepool erreichte er mit seiner Mannschaft einen achten Tabellenplatz. Nach der Spielzeit entschied sich Clough gemeinsam mit seinem Assistenztrainer Peter Taylor zu einem Wechsel zum englischen Zweitligisten Derby County.

### Derby County

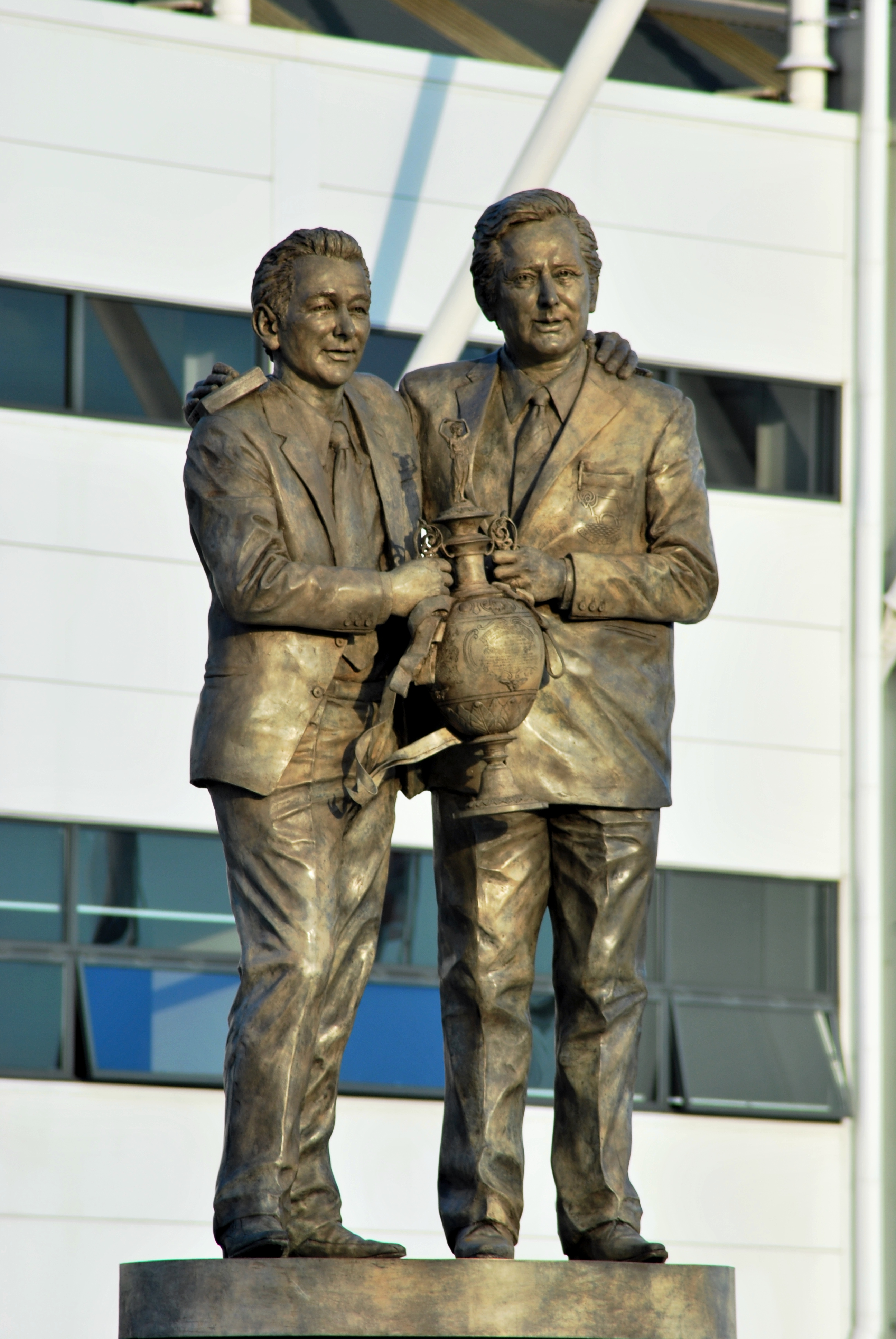
Statue von Brian Clough und Peter Taylor vor dem Pride Park.

Auch Derby hatte in den Jahren zuvor stets gegen den Abstieg gekämpft und bekam unter dem Trainerduo neuen Aufwind. Nach Platz 18 in der ersten Spielzeit erreichte Clough mit seinem Team 1968/69 souverän als Tabellenerster den Aufstieg in die Football League First Division 1969/70. Dort gelang dem Aufsteiger ein nicht erwarteter vierter Tabellenplatz. Aufgrund finanzieller Probleme bekam der Verein zwar nicht die Startberechtigung für den Europapokal, dafür gelang in der Football League First Division 1971/72 der große Wurf mit dem Gewinn der englischen Meisterschaft. Sowohl für Clough als auch für Derby County war es die erste Meisterschaft. Am letzten Spieltag wies Derby lediglich einen Punkt Vorsprung auf die Verfolger Leeds United, FC Liverpool und Manchester City auf. Durch den Titel in der Meisterschaft qualifizierte sich die Mannschaft für den Landesmeistercup 1973 und scheiterte dort erst im Halbfinale an Juventus Turin um Dino Zoff, Fabio Capello und Helmut Haller. Clough beschimpfte anschließend die Spieler von Juventus und äußerte sich negativ über das italienische Volk während des Zweiten Weltkrieges. In der Zeit zuvor hatte er sich in Zeitungs- und Fernsehinterviews immer wieder negativ über die eigene Vereinsführung, Fans und gegnerische Trainer geäußert. Cloughs Arroganz und selbstherrliches Auftreten gegenüber dem Fußballestablishment führten dazu, dass er sich mit der Vereinsführung überwarf und den Verein zu Beginn der Saison 1973/74 verließ.

### Leeds United
Danach trat er eine Stelle bei dem relativ unbedeutenden Club Brighton & Hove Albion an, der zu dieser Zeit lediglich in der dritten Liga spielte. Nach einer erfolglosen Saison wechselte er eine Spielzeit später als Trainer zum amtierenden Meister Leeds United, einem der damals erfolgreichsten Vereine der englischen Liga. Seine Zeit in Leeds dauerte dabei nur 44 Tage; die Spieler hatten ihm die Anwürfe gegenüber Trainer Don Revie und den Spielern aus der Vergangenheit übel genommen. Auch aktuelle Spieler von Leeds wie Billy Bremner, Norman Hunter und Johnny Giles kamen mit Clough nicht zurecht. Nach einem Fehlstart mit nur einem Sieg nach sechs Spielen wurde Clough entlassen.

#### The Damned United
Im Jahre 2009 entstand der britische Spielfilm The Damned United, in dem die Schauspieler Michael Sheen und Timothy Spall das Trainerduo darstellen. Der Film beschreibt die enge Zusammenarbeit zwischen Brian Clough und Peter Taylor bei Derby County, die Rivalität zu Don Revie und den Wechsel zu Leeds United. Bereits 2006 war unter dem Titel ein Roman von David Peace erschienen, der dieses Thema behandelte. Durch den Roman und den Film entstand eine große öffentliche Diskussion über den Wahrheitsgehalt dieser veröffentlichten Geschichte. Viele Spieler und speziell die Familie des bereits verstorbenen Brian Clough äußerten sich sehr negativ.

### Nottingham Forest

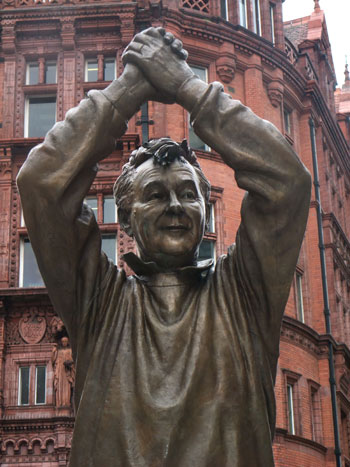
Brian-Clough-Statue in Nottingham

Am 6. Januar 1975 übernahm Clough den Trainerposten bei Nottingham Forest, die zu diesem Zeitpunkt auf Platz 13 der zweiten englischen Liga standen. Nach dem Klassenerhalt und einem achten Platz in der Saison 1975/76 stieg man in der Saison 1976/77 als Tabellendritter in die Football League First Division 1977/78 auf. Bereits vor der Aufstiegssaison war 1976 erneut Peter Taylor als Assistenztrainer zu Forest gestoßen und hatte ebenso seinen Anteil am Aufstieg. Bereits in der ersten Saison in der ersten Liga wurde Clough mit seiner Mannschaft englischer Meister und Ligapokalsieger. In der folgenden Saison verpflichtete er den englischen Stürmer Trevor Francis für etwas über 1.000.000 Pfund und erreichte damit eine Rekordablösesumme im englischen Fußball. Francis erzielte im Finale des Landesmeistercup 1979 den Siegtreffer zum 1:0 gegen Malmö FF, nachdem sich die Engländer im Halbfinale gegen den deutschen Meister 1. FC Köln mit 3:3 und 1:0 durchgesetzt hatten. Zudem gewann das Team erneut den Ligapokal durch ein 3:2 gegen den FC Southampton. Ein Jahr später verteidigte Forest seinen Titel im Landesmeisterpokal mit einem 1:0 durch John Robertson im Finale in Madrid gegen den deutschen Meister Hamburger SV. Dies gelang bis heute keinem weiteren englischen Verein mehr.
Zwischen dem 26. November 1977 und dem 9. Dezember 1978 blieb Forest in saisonübergreifenden 42 Ligaspielen ohne Niederlage, ein Rekord, der erst im August 2004, kurz vor Brian Cloughs Tod, durch den FC Arsenal auf 49 Spiele gesteigert werden konnte. Nach dieser sehr erfolgreichen Zeit musste Clough sein Team umstellen, da Spieler wie Tony Woodcock, Peter Shilton und Martin O’Neill den Verein verließen. Dies gelang ihm mit Verpflichtungen wie Stuart Pearce, Hans van Breukelen oder Neil Webb. Zudem konnte er regelmäßig auf Jugendspieler aus der eigenen exzellenten Jugendakademie zugreifen. So schafften Spieler wie Steve Hodge, Des Walker und der eigene Sohn Nigel Clough den Sprung in die Profimannschaft und später in die englische Nationalmannschaft. Nachdem er erfahren hatte, dass Justin Fashanu in Schwulenbars gesehen worden war, kündigte er diesem 1982. Seine Freundschaft mit seinem Assistenztrainer Peter Taylor fand 1983 ein jähes Ende, als der ein halbes Jahr zuvor als Trainer zu Derby County gewechselte Taylor John Robertson von Forest verpflichtete, ohne dies vorher Clough mitzuteilen. Das Zerwürfnis war bis zu Taylors Tod im Oktober 1990 nicht beseitigt worden. Als Clough vom Tod seines langjährigen Weggefährten erfuhr, brach er in Tränen aus. Später widmete er ihm seine 1994 erschienene Biographie.
1989 gegen Luton Town und 1990 gegen Oldham Athletic gelangen noch einmal zwei Erfolge im Ligapokal, und 1991 erreichte die Mannschaft das Finale des FA-Cup 1991 gegen Tottenham Hotspur, verlor dieses jedoch durch ein Eigentor von Des Walker in der Verlängerung. In der englischen Meisterschaft hatte Clough mit seinem Team in der Football League First Division 1987/88 und der Football League First Division 1988/89 jeweils den dritten Platz erreicht, jedoch wegen der internationalen Sperre für alle englischen Vereine nicht am Europapokal teilnehmen können.
Die Saison 1992/93 wurde Cloughs 18. und letzte bei Nottingham Forest. Die Transferpolitik in den letzten Jahren hatte nicht mehr die Erfolge vorheriger Spielzeiten gebracht, zudem war die seit Jahren bekannte Alkoholabhängigkeit des Trainers ein immer größeres Problem geworden. Forest stieg nach einer indiskutablen Saison als Tabellenletzter ab und Brian Clough beendete seine Trainerlaufbahn.
Viele englische Fußballfans halten seine Erfolge mit relativ kleinen Clubs für die größte Trainerleistung in der englischen Fußballgeschichte. Ihm zu Ehren wurde die größte Tribüne des City Ground nach ihm benannt. 2002 wurde er aufgrund seiner Verdienste als Trainer in die English Football Hall of Fame aufgenommen. Im Januar 2003 unterzog sich Clough einer Lebertransplantation und starb am 20. September 2004 im Krankenhaus von Derby an Magenkrebs.

## Nachleben
Am 6. November 2008 wurde in der Innenstadt von Nottingham eine Statue von Brian Clough errichtet. Seit 2007 wird bei Duellen zwischen Derby County und Nottingham Forest die „Brian Clough Trophy“ ausgespielt. Im August 2005 wurde die A52, die Straße, die Nottingham und Derby – die beiden Vereine, in denen Clough als Trainer seine größten Erfolge feierte – verbindet, in Brian Clough Way umbenannt.

## Trivia
Im Jahr 2009 wurde der Film The Damned United veröffentlicht, über die  erfolglose Station von Brian Clough als Trainer von Leeds United. Die Hauptrolle wurde von Michael Sheen gespielt.

## Privates
Sein Sohn Nigel Clough spielte unter ihm erfolgreich bei Nottingham Forest und ist ebenfalls als Trainer aktiv.

## Erfolge
International
- Europapokal-der-Landesmeister-Sieger: 1979, 1980
- UEFA-Super-Cup-Sieger: 1979

England
- Meister: 1972 (Derby County), 1978 (Nottingham Forest)
- Ligapokalsieger: 1978, 1979, 1989, 1990
- Supercupsieger: 1978